# Потенціальний бар'єр

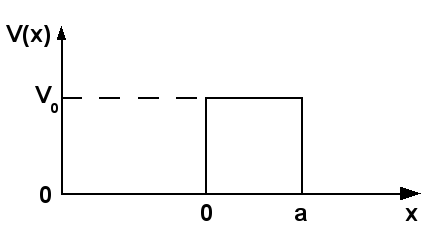
Одновимірний прямокутний потенціальний бар'єр

Потенціа́льний бар'є́р — область простору із збільшеним значенням потенціальної енергії.

## Загальна характеристика
Частина простору, в якому є локальний максимум потенціальної енергії, тобто діють сили, які виштовхують частину з цього простору, й вона не може проникнути в цю область без надання їй певної енергії для здійснення роботи проти цих сил. У випадку систем, що описуються законами квантової механіки, частинка може проникнути через бар'єр, не маючи достатньої енергії для подолання цього відрізку простору понад бар'єром (тунельний ефект).
Максимальне значення потенціальної енергії в бар'єрі називається висотою бар'єру.
В класичній механіці частинка із кінетичною енергією, меншою за висоту бар'єру, не може проникнути в область потенціального бар'єру. Тому цю область часто називають класично забороненою. Квантова частинка частково проникає під бар'єр. У випадку, коли бар'єр скінченний, квантова частинка може просочитися (тунелювати) крізь нього.
Класична частинка, налетівши на потенціальний бар'єр, відбивається від нього, якщо її енергія менша за висоту бар'єру. Якщо енергія частки більша за висоту бар'єру, то класична частинка вільно проходить «над бар'єром». Квантова частинка частково відбивається навіть тоді, коли її енергія перевищує висоту бар'єру. При певних значеннях енергії це відбиття може бути абсолютним, тобто квантова частинка не проникає через бар'єр, навіть маючи достатню енергію.

## Одновимірний потенціальний бар'єр в квантовій механіці
Скінченний потенціальний бар'єр — в квантовій механіці це стандартна одновимірна задача, що демонструє явище квантове тунелювання. Проблема полягає у розв'язку незалежного від часу рівняння Шредінгера для частки, що рухається в околицях потенціального бар'єру кінечних розмірів в одновимірному просторі. Як правило розглядають рух частки на бар'єр зліва.
Очевидно, що у класичному випадку частка тривіально відіб'ється від бар'єра у випадку, коли її потенціальна енергія менша за висоту бар'єра. Проте у квантовому випадку існує кінцева ймовірність проникнення частки через потенціальний бар'єр навіть у випадку, коли її енергія менша висоти бар'єра. Процес відбивання частки від бар'єра характеризується коефіцієнтом відбивання, а процес тунелювання частки через бар'єр — коефіцієнтом проникнення.

## Елементарна теорія процесів

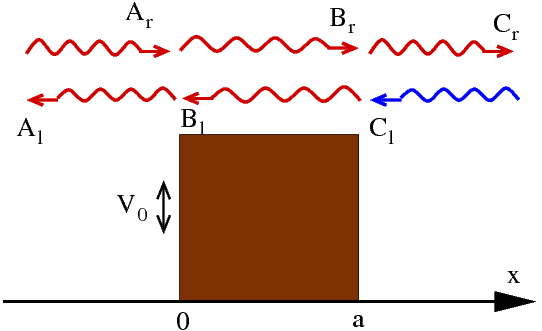
Розсіяння на потенціальному бар'єрі висотою. Тут позначені амплітуди лівостороннього та правостороннього налітання на бар'єр. Червоним кольором помічені амплітуди хвиль, що відбилися від бар'єра й пройшли крізь нього. На цьому малюнку

Незалежне від часу рівняння Шредінгера для хвильових функцій
{\displaystyle \psi (x)} має вигляд:
{\displaystyle H\psi (x)=\left[-{\frac {\hbar ^{2}}{2m}}{\frac {d^{2}}{dx^{2}}}+V(x)\right]\psi (x)=E\psi (x),}
де {\displaystyle H} — гамільтоніан, {\displaystyle \hbar } — Стала Планка, {\displaystyle m} — маса, а {\displaystyle E} — енергія частинки, і
{\displaystyle V(x)=V_{0}[\Theta (x)-\Theta (x-a)]}-
бар'єрний потенціал з висотою {\displaystyle V_{0}>0} та шириною {\displaystyle a}. {\displaystyle \Theta (x)=0,\;x<0;\;\Theta (x)=1,\;x>0} — сходинкова Функція Гевісайда. Бар'єр розташований між {\displaystyle x=0} та {\displaystyle x=a}. Перший член в гамільтоніані, {\displaystyle -{\frac {\hbar ^{2}}{2m}}{\frac {d^{2}}{dx^{2}}}\psi } — кінетична енергія.
Бар'єр розділяє простір на три частини ({\displaystyle x<0,0<x<a,x>0}). У всіх цих частинах потенціал має постійне значення, що означає для частки, що вона квазівільна. Тому розв'язок рівняння Шредінгера може бути записаний у вигляді квантової суперпозиції для руху зліва і справа на бар'єр. У випадку, коли {\displaystyle E>V_{0}}:
{\displaystyle \psi _{L}(x)=A_{r}e^{ik_{0}x}+A_{l}e^{-ik_{0}x}\quad x<0},
{\displaystyle \psi _{C}(x)=B_{r}e^{ik_{1}x}+B_{l}e^{-ik_{1}x}\quad 0<x<a}, and
{\displaystyle \psi _{R}(x)=C_{r}e^{ik_{0}x}+C_{l}e^{-ik_{0}x}\quad x>a}
де хвильові числа відносяться до енергії через
{\displaystyle k_{0}={\sqrt {2mE/\hbar ^{2}}}\quad \quad \quad \quad x<0\quad or\quad x>a}
{\displaystyle k_{1}={\sqrt {2m(E-V_{0})/\hbar ^{2}}}\quad 0<x<a}.
Індекс r/l при коефіцієнтах A та B відмічає напрям вектора швидкості. У випадку, коли енергія частки нижче потенціального бар'єру, тоді {\displaystyle k_{1}} стає чисто уявною величиною і хвильова функція експоненційно спадає всередині бар'єру. Позначення r/l використовується і у випадку коли частка не проникає через бар'єр. Тоді припускається, що {\displaystyle E\neq V_{0}}. Випадок {\displaystyle E=V_{0}} розглянутий нижче.
Коефіцієнти {\displaystyle A,B,C} повинні бути визначені із граничних умов для хвильової функції при {\displaystyle x=0} та {\displaystyle x=a}. Хвильові функції та їхні похідні повинні бути неперервними скрізь, і на границях також.
{\displaystyle \psi _{L}(0)=\psi _{C}(0)},
{\displaystyle {\frac {d}{dx}}\psi _{L}(0)={\frac {d}{dx}}\psi _{C}(0)},
{\displaystyle \psi _{C}(a)=\psi _{R}(a)},
{\displaystyle {\frac {d}{dx}}\psi _{C}(a)={\frac {d}{dx}}\psi _{R}(a)}.
Підставляючи хвильову функцію в граничні умови, отримаємо такі обмеження для коефіцієнтів:
{\displaystyle A_{r}+A_{l}=B_{r}+B_{l}}
{\displaystyle ik_{0}(A_{r}-A_{l})=ik_{1}(B_{r}-B_{l})},
{\displaystyle B_{r}e^{iak_{1}}+B_{l}e^{-iak_{1}}=C_{r}e^{iak_{0}}+C_{l}e^{-iak_{0}}},
{\displaystyle ik_{1}(B_{r}e^{iak_{1}}-B_{l}e^{-iak_{1}})=ik_{0}(C_{r}e^{iak_{0}}-C_{l}e^{-iak_{0}})}.

## E=V0
У випадку, коли енергія частки рівна висоті потенціального бар'єру, розв'язок рівняння Шредінгера в області бар'єра уже не є експоненційний, а у вигляді лінійних функцій від координати простору.
{\displaystyle \psi _{C}(x)=B_{1}+B_{2}x\quad 0<x<a.}
Повний роз'язок рівняння Шредінгера може бути знайдене аналогічним чином, як було подано вище, шляхом зшивання хвильових функцій та їхніх похідних при {\displaystyle x=0} та {\displaystyle x=a}. Цей результат дає такі обмеження на величини коефіцієнтів:
{\displaystyle A_{r}+A_{l}=B_{1}}
{\displaystyle ik_{0}(A_{r}-A_{l})=B_{2}},
{\displaystyle B_{1}+B_{2}a=C_{r}e^{iak_{0}}+C_{l}e^{-iak_{0}}},
{\displaystyle B_{2}=ik_{0}(C_{r}e^{iak_{0}}-C_{l}e^{-iak_{0}})}.

## Проникнення та відбивання
На даному етапі розгляду доцільно порівняти поведінку частки з класичним випадком. В обох випадках за межами бар'єру частка є вільною для руху. Для великих енергій {\displaystyle E} більших за висоту потенціального бар'єру {\displaystyle V_{0}} would, навіть класична частка завжди проходить через бар'єр, проте при енергіях {\displaystyle E<V_{0}} класична частка завжди відбивається від бар'єру.
Для вивчення квантового випадку, розглянемо наступну ситуацію, коли частка налітає зліва на бар'єр ({\displaystyle A_{r}}). Вона може як відбитися ({\displaystyle A_{l}}) так і проникнути через бар'єр ({\displaystyle C_{r}}).
Знайти амплітуди відбивання та проникнення для випадку налітання частки зліва, ми покладемо у вище приведених рівняннях {\displaystyle A_{r}=1} (налітаюча частка), {\displaystyle A_{l}=r} (відбиття), {\displaystyle C_{l}}=0 (немає налітаючих часток праворуч) та {\displaystyle C_{r}=t} (проникнення). Таким чином, ми знищимо коефіцієнти {\displaystyle B_{l},B_{r}} в рівнянні і розв'яжемо для {\displaystyle r,t}.
Результат буде:
{\displaystyle t={\frac {4k_{0}k_{1}e^{-ia(k_{0}-k_{1})}}{(k_{0}+k_{1})^{2}-e^{2iak_{1}}(k_{0}-k_{1})^{2}}}}
{\displaystyle r={\frac {(k_{0}^{2}-k_{1}^{2})\sin(ak_{1})}{2ik_{0}k_{1}\cos(ak_{1})+(k_{0}^{2}+k_{1}^{2})\sin(ak_{1})}}.}
Враховуючи модель дзеркальної симетрії, амплітуди для випадків налітання праворуч будуть такими самими, як і ліворуч. Необхідно відзначити, що ці результати справедливі для енергій {\displaystyle E>0}.

## Аналіз отриманих результатів

### E<V0

Ймовірність проникнення і для потенціального бар'єру кінцевої величини для. Пунктирні: класичний результат. Суцільні лінії: квантовомеханічний результат.

Несподіваність результату полягає в тому, що квантова частка з енергією менше за висоту бар'єру {\displaystyle E<V_{0}}, все ж таки проникає через бар'єр. Вірніше існує не нульове значення ймовірності
{\displaystyle T=|t|^{2}={\frac {1}{1+{\frac {V_{0}^{2}\sinh ^{2}(k_{1}a)}{4E(V_{0}-E)}}}}}
для частки проникнути через бар'єр, при {\displaystyle k_{1}={\sqrt {2m(V_{0}-E)/\hbar ^{2}}}}. Цей ефект, що не має аналогії в класиці, називається квантовим тунелюванням. Проникнення експоненційно подавляється шириною бар'єру, що можна зрозуміти із функціональної форми хвильової функції: За межами бар'єру вона осцилює з хвильовим вектором {\displaystyle k_{0}}, в той час, як всередині бар'єру вона експоненційно спадає на відстані {\displaystyle 1/k_{1}}. У випадку, коли бар'єр значно більший, ніж ця довжина розпаду, ліві та праві частини є віртуально незалежні і тунелювання очевидно подавлене.

### E>V0
В цьому випадку
{\displaystyle T=|t|^{2}={\frac {1}{1+{\frac {V_{0}^{2}\sin ^{2}(k_{1}a)}{4E(E-V_{0})}}}}}
Досить несподіваним в цьому випадку є те, що при енергіях більших за величину потенціального бар'єру, {\displaystyle E>V_{0}}, квантова частка може бути відбита від цього бар'єру із не нульовою ймовірністю.
{\displaystyle \,R=|r|^{2}=1-T.}
Ця ймовірність осцилює із {\displaystyle k_{1}a} і справедлива в межах {\displaystyle E\gg V_{0}} наближаючись до класичного результату {\displaystyle r=0}, де відсутнє відбивання. Необхідно пам'ятати, що ймовірності і амплітуди є для енергій (вище/нижче) висоти бар'єру.

### E=V0
Ймовірність проникнення при {\displaystyle E=V_{0}} може бути оцінена як:
{\displaystyle T={\frac {1}{1+ma^{2}V_{0}/2\hbar ^{2}}}}.

## Зауваження та використання
Представлені вище обчислення та оцінки можуть на перший погляд здатися нереалістичними і непотрібними. Проте вже доведено чисельними впровадженнями, що це придатна модель для різноманітних практичних систем. Одним із таких практичних використань є система, що складається із двох металевих шарів, розділених ізолятором. У квантовому випадку, при малій товщині ізолятора, можливе проникнення часток через діелектрик, шляхом тунелювання. Такі прилади отримали назву тунельні діоди.
Сучасний скануючий тунельний мікроскоп (scanning tunneling microscope/STM) також базується на тунельному ефекті. В цьому випадку бар'єр пов'язаний із шаром повітря, що розділяє голковий електрод мікроскопа та поверхню досліджуваного об'єкта. Оскільки тунельний струм залежить експоненційно від ширини бар'єру, цей прилад є екстремально чутливий до висоти варіацій на поверхні досліджуваного об'єкта.
Представлена вище модель одновимірна, проте оскільки простір є тривимірний, тому необхідно розв'язувати рівняння Шредінгера для трьох координат. З іншого боку, багато систем змінюють свої властивості тільки вздовж однієї координати і трансляційно інваріантні щодо інших координат. Тому рівняння Шредінгера може бути редуковане до випадку розглянутому вище, шляхом заміни хвильової функції на
{\displaystyle \Psi (x,y,z)=\psi (x)\phi (y,z)}.
Інший крайній випадок є Дельта потенціальний бар'єр, котрий може бути віднесений як крайній випадок вище розглянутого потенціального бар'єру. Всі викладки для цього випадку можуть бути перенесені на нього {\displaystyle V_{0}\to \infty ,\quad a\to 0} враховуючи що {\displaystyle V_{0}a={\frac {\lambda ^{2}}{m^{2}}}} постійна.

## Квантово- механічний імпеданс (Quantum impedance)
В рамках «імпедансної моделі» виведення виразу для коефіцієнту відбиття виконується в один рядок на відміну від вище приведених традиційних викладок. В аналізі результатів зробимо акцент на важливому фізичному ефекті — резонансному надбар'єрному проходженні електронів.
Очевидно, що область бар'єру та навколишнього середовища відрізняється своїми імпедансами. Пронормуємо імпеданс бар'єру до імпеданса оточуючого середовища. Нормований вхідний імпеданс на границі бар'єру для хвилі, що налітає на бар'єр зліва, маємо:
{\displaystyle Z_{1}={\frac {Z-Z^{2}A}{Z-A}}}.
де {\displaystyle Z={\sqrt {m(E-V_{0})/m_{1}E}}}-
нормований імпеданс бар'єру; {\displaystyle m}- та {\displaystyle m_{1}}- ефективні маси електрону відповідно в оточуючому середовищі та в області бар'єру, {\displaystyle V_{0}}- висота бар'єру; {\displaystyle A=\tan(ik_{1}a)\,}, {\displaystyle k_{1}={\frac {1}{\hbar \;}}{\sqrt {2m_{1}(E-V_{0})}}}- хвильове число в оточуючому середовищі; {\displaystyle a}- товщина бар'єру. Необхідно відзначити, що {\displaystyle Z=k_{1}m/km_{1}}, де {\displaystyle k={\frac {1}{\hbar \;}}{\sqrt {2mE}}}- хвильове число в оточуючому середовищі. Відношення, яке відповідає {\displaystyle Z}, фігурує у відомих виразах для «бар'єрних» задач. Таким чином, нормуванням імпедансу уже на початку викладок, закладена компактність розв'язку. При {\displaystyle E<V_{0}} імпеданс та хвильове число в області бар'єру уявні, що відповідає тунелюванню електронів.
{\displaystyle R=(1-Z_{1})/(1+Z_{1})}. Підставляючи в нього значення {\displaystyle Z_{1}/k}, знаходимо
{\displaystyle R={\frac {(Z^{2}-1)A}{2Z-(Z^{2}+1)A}}}
Останній вираз узагальнює тунелювання та надбар'єрне проходження електронів, а також враховує різницю в ефективних масах електрону в оточуючому середовищі та в області бар'єру. Цей вираз справедливий і для потенціальної ями, якщо {\displaystyle k,m} та {\displaystyle k_{1},m_{1}} відповідно поміняти місцями у виразах для {\displaystyle Z} та {\displaystyle A}.
Якщо {\displaystyle m=m_{1}}, то {\displaystyle Z=k_{1}/k} і, оскільки {\displaystyle \tan ix=i\tan(x)}, то останній вираз можна переписати у вигляді:
{\displaystyle K={\frac {(k^{2}-k_{1}^{2})\sin(k_{1}a)}{(k^{2}+k_{1}^{2})\sin(k_{1}a)+2ikk_{1}\cos(k_{1}a)}}}
Тобто отримано відомий вираз для відбиття від потенціального бар'єру.
Відповідно до закону збереження енергії {\displaystyle |R|^{2}+|T|^{2}=1}, де {\displaystyle T} — коефіцієнт проходження. При тунелювання {\displaystyle T\ll \;1}. Із врахуванням цього {\displaystyle |R|^{-2}\approx \;1+|T|^{2}.} Після нескладних перетворень знаходимо:
{\displaystyle |T|\approx \;2{\frac {|Z|{\sqrt {|A|^{-2}-1}}}{|Z|^{2}+1}}},
де {\displaystyle |A|=\tanh(\chi \ a)}, {\displaystyle \chi ={\frac {1}{\hbar \;}}{\sqrt {2m_{1}(V_{0}-E)}}}. При {\displaystyle m=m_{1}} із врахуванням того, що {\displaystyle \cosh ^{2}x-\sinh ^{2}x=1} та {\displaystyle \chi \ a\gg \;1}, знаходимо відомий вираз:
{\displaystyle |T|\approx \;{\frac {4}{V_{0}}}{\sqrt {E(V_{0}-E)}}\exp(-\chi \ a)}.
Перепишемо його у вигляді
{\displaystyle |T|\approx \;{\sqrt {\quad {\check {E}}(1-\quad {\check {E}})}}\exp {\big (}-5,1{\sqrt {1-\quad {\check {E}}}}{\sqrt {V_{0}a}}{\big )}}
Тут {\displaystyle \quad {\check {E}}=E/V_{0}}, {\displaystyle m=m_{0}}, {\displaystyle m_{0}}- маса спокою електрону, висота бар'єру {\displaystyle V_{0}} вимірюється в еВ, ширина бар'єру {\displaystyle a}- в нм. При {\displaystyle \quad {\check {E}}=0{,}5} маємо {\displaystyle |T|\approx \;2\exp(-3{,}6{\sqrt {V_{0}a}}}. Значенням {\displaystyle V_{0}=0{,}4}, {\displaystyle \quad {\check {E}}=0{,}5} та {\displaystyle a=6}нм відповідає {\displaystyle |T|\approx \;2\cdot 10^{-6}}.
При надбар'єрному проходженні електронів {\displaystyle (E>V_{0})} маємо {\displaystyle A=i\cdot \tan(k_{1}a)}. Якщо {\displaystyle a=n\lambda /2}, де {\displaystyle n=1,2,\dots ,\lambda \_1}, {\displaystyle \lambda \_1}- довжина хвилі електрону в області бар'єру, то {\displaystyle A=0} і {\displaystyle R=0} — умови резонансного надбар'єрного проходження електронів в загальному випадку. Необхідно відзначити, що при {\displaystyle k_{1}=0} коефіцієнт відбиття {\displaystyle R\neq \;0}.
В частковому випадку, коли {\displaystyle m_{1}<m,} при відповідних значеннях {\displaystyle E}, імпеданс {\displaystyle Z=1}, що також відповідає резонансному надбар'єрному проходженню електронів.
Резонансне проходження хвиль має виняткове значення в формуванні характеристик хвильових структур. Необхідно звернути увагу на фізичні особливості умов такого проходження. Для резонансного проходження хвиль ключове значення має стояча хвиля. Стрибки потенціалу бар'єру утворюють резонатор. На власних частотах, які відповідають резонансному проходженню, в резонаторі формується стояча хвиля. Резонатор зі стоячою хвилею являє собою власне по відношенню до бар'єру (до хвильової структури в загальному випадку) джерело хвиль. На власних частотах резонатору хвиля, що відбивається бар'єром, компенсується протифазною хвилею, що випромінює це джерело. Таким чином, при резонансному проходженні компенсація неоднорідності хвильових збурень падаючої хвилі на границі розділу середовищ, обумовлена збудженнями стоячої хвилі, так що падаюча хвиля проходить ці границі як однорідне середовище без відбиття.
Іншими словами, стрибки властивостей середовищ на границі бар'єру діють як внутрішні джерела хвиль — відбитих хвиль. При резонансному проходженню дія (випромінювання) внутрішніх джерел зкомпенсована дією (випромінюванням) власного джерела (або джерел). Це узагальнення є універсальне для хвильових структур різної природи.